# Mount Manke
Mount Manke är ett berg i Antarktis. Det ligger i Västantarktis. Inget land gör anspråk på området. Toppen på Mount Manke är 900 meter över havet, eller 132 meter över den omgivande terrängen. Bredden vid basen är 0,69 km.
Terrängen runt Mount Manke är kuperad söderut, men norrut är den platt. Trakten är obefolkad. Det finns inga samhällen i närheten.